# Noanatal
Noana (Primörer Dialekt und Italienisch: val Noana) ist ein Tal im östlichen Trentino an der Grenze zur Provinz Belluno.

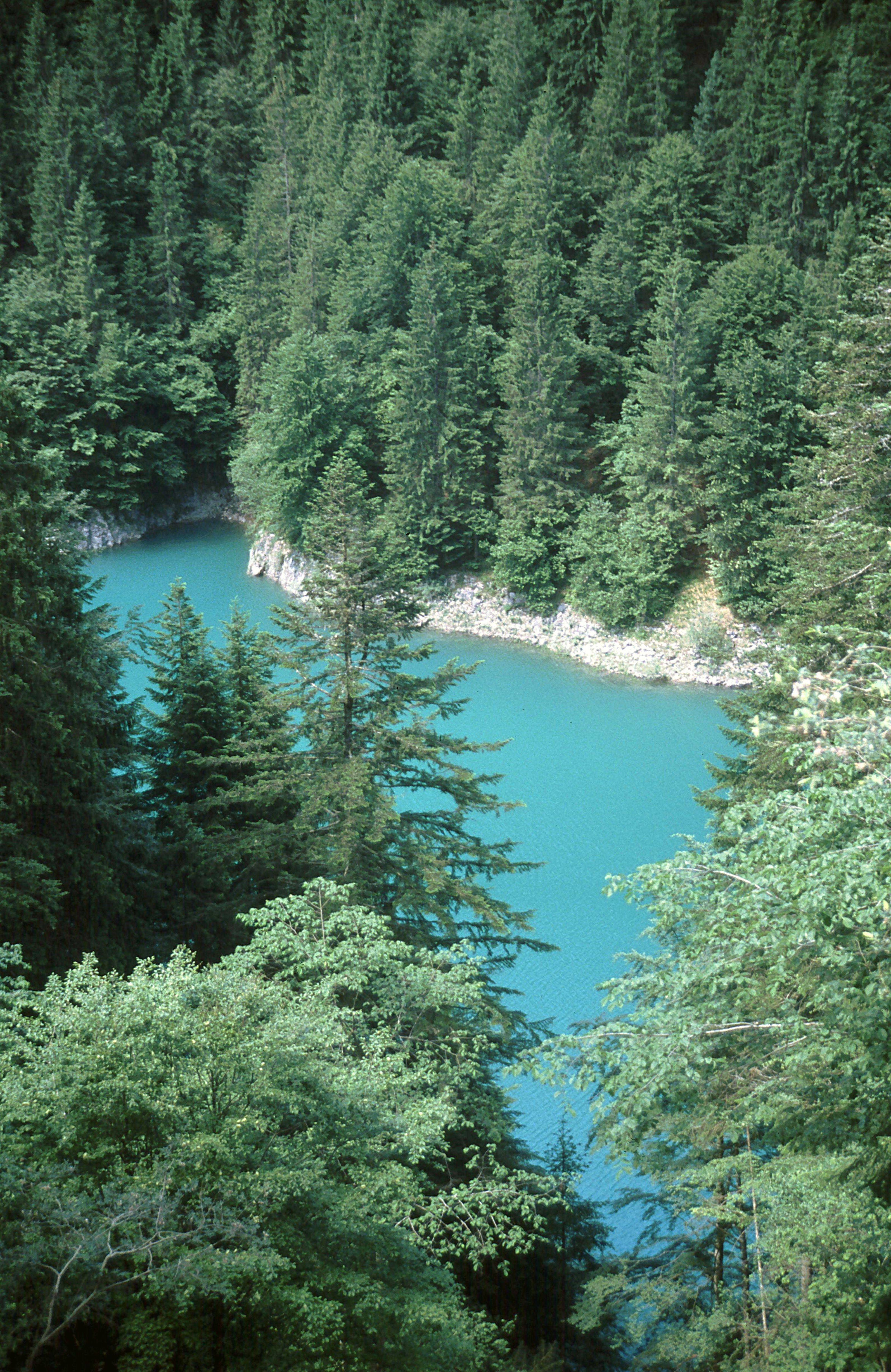
Val Noana

Der obere Teil des Tals liegt in der Gemeinde Primiero San Martino di Castrozza, der mittlere in Mezzano und der untere in Imèr.